# Waldemar Pawlak
Waldemar Pawlak (Model, 1959. szeptember 5. –) lengyel politikus, 1989 óta megszakítás nélkül a Szejm  képviselője. 1991–1997 között, illetve 2005. január 29. óta a Lengyel Néppárt (Polskie Stronnictwo Ludowe, PSL) elnöke. 1992. június 5. – 1992. július 10. (nem alakított kormányt), illetve 1993. október 26. – 1995. március 6. között a Lengyel Köztársaság miniszterelnöke. 2007. november 16. óta miniszterelnök-helyettes Donald Tusk kormányában.
2003-ban elnyerte a Magyar Érdemrend parancsnoki keresztje a csillaggal kitüntetést.